# حزقيال خوسيه بالاسيوس
حزقيال خوسيه بالاسيوس (بالإسبانية: Juan José Palacios "Tele")‏ هو طبال إسباني، ولد في 1944 في إل بويرتو دي سانتا ماريا في إسبانيا، وتوفي في 8 يوليو 2002 في ألكوركون في إسبانيا.

## وصلات خارجية
- حزقيال خوسيه بالاسيوس على موقع IMDb (الإنجليزية)
- حزقيال خوسيه بالاسيوس على موقع ميوزك برينز (الإنجليزية)
- حزقيال خوسيه بالاسيوس على موقع أول ميوزيك (الإنجليزية)
- حزقيال خوسيه بالاسيوس على موقع ديسكوغز (الإنجليزية)